# Хубман, Даниэль
Даниэль Хубман (нем. Daniel Hubmann; 16 апреля 1983, Эшликон, Швейцария) — швейцарский ориентировщик, чемпион мира, призёр чемпионатов Европы по спортивному ориентированию.
Родился в немецкоязычном кантоне Тургау на северо-востоке Швейцарии в семье Моники и Макса Хубман.
По словам самого Даниэля, местность в окрестностях его дома в Швейцарии, где он вырос не слишком «техническая» для ориентирования. Именно поэтому на юниорском уровне он испытывал проблемы на стартах в Скандинавии и это была одна из причин, почему он решил выступать за скандинавские клубы. Первым его клубом был клуб Turun Suunistajat из Финляндии. Позднее он перебрался в более титулованный норвежский клуб Kristiansand OK, за который выступает и сейчас (2009).
Во время своего первого года на взрослом уровне Даниэль совмещал работу на полный рабочий день и тренировки по вечерам. Однако с 2007 года он принял решение стать профессиональным атлетом, то есть все время тратить только на тренировочный процесс и жить на доходы от спортивных результатов. Как признает сам спортсмен, это решение далось ему с трудом, но безусловно помогло добиться результатов.
На чемпионате мира в Чехии в 2008 году бежал все 4 вида программы. Выиграл три медали из четырёх возможных. После того, как в спринте уступил россиянину Андрею Храмову всего две секунды. смог выиграть золото на длинной дистанции и бронзовую медаль в эстафете в заключительный день чемпионата.
По итогам 2008 года является номером один в мировом рейтинге.
В 2009 повторил свой успех на длинной дистанции, второй год подряд завоевал золотую медаль и сохранил за собой первую строчку мирового рейтинга.
В 2014 году выступал на Чемпионате мира в Италии г. Тренто. Даниэль взял три из четырёх возможных медалей, все три - серебряные. 
На Чемпионате мира 2015 в Шотландском Инвернессе в спринте стал шестым, уступив победителю Jonas Leandersson 9 секунд.

## Факты
- Лучшее время на 3000 м — 08:29,05 (2008)
- Лучшее время на 5000 м — 14:44 (2008)
- Лучшее время в полумарафоне — 1:05:59 (2007)